# Enrico Brusoni
Ernesto Mario (Enrico) Brusoni (Arezzo, 10 december 1878 - Bergamo, 26 november 1949) was een Italiaans wielrenner.
Brusoni werd tijdens de Olympische Zomerspelen 1900 in het Frans Parijs eerste op de puntenkoers. Dit onderdeel stond pas 84 jaar later weer op het olympisch programma.

## kampioenschappen
| Jaar | Olympische Zomerspelen  |
| ---- | ----------------------- |
| 1900 | puntenkoers · KF sprint |

1900: Enrico Brusoni ·
1984: Roger Ilegems
1988: Dan Frost ·
1992: Giovanni Lombardi ·
1996: Silvio Martinello ·
2000: Juan Llaneras ·
2004: Michail Ignatjev ·
2008: Juan Llaneras